# Radio Blue FM (Kraków)
Radio Blue FM – lokalna stacja radiowa, nadawana z Krakowa w latach 1995–2002 na częstotliwości 97,7 MHz, choć w pierwszych miesiącach działalności rozgłośnia działała na 103,5 MHz. Właścicielem stacji była Fundacja "Rozwój Kultury Ziemi Gdowskiej".

## Historia
Początki Radia Blue FM sięgają Radia Joker, założonego w 1992 roku w Gdowie przez Eryka Woźniaka, Michała Jamka, Dawida Dufresne, Mariusza Kordasa i Jarosława Grochala. Studio pierwotnie mieściło się w garażu pierwszego z założycieli. Po trzech tygodniach, za sprawą ówczesnego dyrektora Gminnego Ośrodka Kultury w Gdowie, Tadeusza Prusaka, radio przeniosło się do siedziby GOK. Radio Joker zakończyło swoją działalność ze względu na eksplozję nadajnika.
Latem 1992 została zawiązana Fundacja "Rozwój Kultury Ziemi Gdowskiej". Jej celem było uruchomienie w pełni legalnej rozgłośni radiowej. Po ogłoszeniu konkursu przez Krajową Radę Radiofonii i Telewizji, fundacja złożyła wniosek o przyznanie koncesji. 2 lutego 1995, Rada postanowiła przyznać Fundacji koncesję na nadawanie programu pod nazwą "Radio Blue FM". Pierwsza próbna audycja została nadana trzy miesiące później na częstotliwości 103,5 MHz, a sygnał pierwotnie był nadawany z podkrakowskiej miejscowości Łazany, gdzie znajdowała się siedziba i studio rozgłośni. W grudniu tego samego roku krakowska stacja przeniosła się na częstotliwość 97,7 MHz.
W 1997 roku, KRRiT przyznała dodatkową częstotliwość – 70,58 MHz, która była wykorzystana do momentu wyłączenia dolnego pasma UKF. Rok później następuje przeniesienie stacji nadawczej do Biskupic. We wrześniu 1999, Radio Blue FM przeniosło swoją siedzibę na Kopiec Kościuszki, natomiast na początku 2000 rozgłośnia podejmuje współpracę z Radiem Łan z Proszowic, które nadawało program na częstotliwości 96,7 MHz. W tym samym następuje podwójna zmiana mocy nadawczej, najpierw na 0,3 kW w 2000, by już rok później emitować program z mocą 1 kW. Zmieniono także miejsce stacji nadawczej, tym razem do RON Malczewskiego. W 2002, stacja była drugą najchętniej słuchaną rozgłośnią radiową w Krakowie, po RMF FM.

### Odebranie koncesji
Odebranie koncesji Radiu Blue FM w 2002 roku było jedną z najbardziej kontrowersyjnych decyzji Krajowej Rady Radiofonii i Telewizji. Był to pierwszy przypadek, kiedy odebrano koncesję na nadawanie programu dotychczasowemu nadawcy nie podając przyczyn.
2 lutego 2002 wygasła pierwsza, przyznana na siedem lat koncesja na nadawanie programu na częstotliwości 97,7 MHz. Do Krajowej Rady zostały przesłane trzy wnioski:
- Fundacji Kultury Ziemi Gdowskiej
- Spółki Blue FM Sp. z o.o.
- Radia Eska

Udziałowcami w spółce Blue FM byli: spółka Multimedia (64%), Fundacja Rozwój Kultury Ziemi Gdowskiej (18%), Andrzej Lenart (12%) i Eryk Woźniak (6%). Złożenie dwóch wniosków o nadawanie programu pod nazwą Blue FM było podyktowane tym, że Rada dopuszczała dla innych nadawców możliwość wyboru – dotychczasowa formuła działalności właściciela koncesji lub spółka prawa handlowego, która podlegała rygorom prawnym. W toku postępowania okazało się, że taki zamysł jest zbędny, a pozycja i siła radia jest wystarczająca aby przedłużyć koncesję, więc wniosek spółki Blue FM został odrzucony.
21 marca 2002, Krajowa Rada Radiofonii i Telewizji postanowiła nie przyznawać koncesji żadnemu z wnioskodawców. Dotychczasowemu nadawcy nie przedłużono ze względu na sposób finansowania działalności nadawczej i powiązania radia ze spółką Multimedia. Rok wcześniej, Rada odmówiła przyznania koncesji dwóm stacjom, mającym powiązania z tą spółką – szczecińskiemu Radiu PSR i opolskiemu Radio Pro Kolor. Szczecińska rozgłośnia po odwołaniu otrzymała przedłużenie koncesji, natomiast opolskiej stacji ponownie nie przedłużono koncesji i w kwietniu 2002 zakończyła ona działalność. W przypadku Radia Eska, nadawca chciał uruchomić stację, tak jak inne rozgłośnię pod tą marką, a w Krakowie działało kilka takich stacji. Radio Blue FM postanowiło odwołać się od decyzji i 13 maja 2002, właściciel stacji skierował wniosek o ponowne rozpatrzenie sprawy.
20 czerwca 2002, Krajowa Rada Radiofonii i Telewizji postanowiła odmówić przyznania koncesji dotychczasowemu nadawcy, przydzielając tym samym częstotliwość 97,7 MHz Radiu Eska. Za odebraniem koncesji byli Danuta Waniek, Włodzimierz Czarzasty, Adam Halber, Jan Sęk i Lech Jaworski. Później ujawniono, że Adam Halber i Danuta Waniek zagłosowali za odebraniem dotychczasowemu nadawcy koncesji, choć dokładnie nie przeczytali ich wniosku. Przed rozpoczęciem drugiego postępowania, do Krajowej Rady trafił list poparcia dla Radia Blue FM. List ten podpisali m.in. ówczesny prezydent Krakowa Andrzej Gołaś, ówczesny wojewoda małopolski Jerzy Adamik, Ewa Bem, Jerzy Trela, Anna Dymna czy też małopolscy parlamentarzyści. 17 lipca 2002, jeden z członków KRRiT Waldemar Dubaniowski złożył wniosek o reasumpcję głosowania w sprawie koncesji dla Blue FM, jednak przeciwni temu byli Włodzimierz Czarzasty i Adam Halber. To oznaczało, że radio wyczerpało wszystkie administracyjne możliwości sprzeciwu. Kilka dni później, organizacja Reporterzy bez Granic interweniowała w Komisji Europejskiej i Radzie Europy, przesyłając także list do Juliusza Brauna, ówczesnego przewodniczącego KRRiT. Jeden z założycieli organizacji i przewodniczący Reporterów bez Granic, Robert Ménard zwrócił się do KRRiT o zmianę decyzji, uznając, że postanowienie członków Rady zostało podjęte „bez odpowiedniego uzasadnienia”. Zarząd Blue FM zdecydował zaskarżyć tę decyzję do Naczelnego Sądu Administracyjnego.
17 września, trzy miesiące po ostatecznej decyzji, Radio Blue FM przestało nadawać program, zastępując muzyką poważną (przez krótki czas) i odgłosami kruków z krakowskich Plant. Natomiast 10 października wyłączono nadajnik radia i tego samego dnia uruchomiono nadajnik Radia Eska. Część pracowników przyjęła propozycję pracy w Esce, natomiast znaczna większość przeniosła się do Radia Region, powstałego na bazie Radia Łan. Radio Eska Kraków zaczęło nadawać swój pełny program 13 grudnia 2002. Spółka Blue FM Sp. z o.o., jako że marka radia została sprzedana Agorze, zmieniła swoją nazwę na Włodek III.
Wątek dotyczący odebrania koncesji Blue FM pojawił się przy okazji przesłuchania Juliusza Brauna i Włodzimierza Czarzastego przed komisją śledcza w sprawie afery Rywina w marcu 2003. Ówczesny przewodniczący Rady przyznał przed komisją, że Krajowa Rada Radiofonii i Telewizji podjęła błędną decyzję co do krakowskiego nadawcy. Z kolei, sekretarz KRRiT mówił z kolei, że Blue FM było radiem, które w trakcie realizacji koncesji przeniosło się z małej do dużej miejscowości, by osiągnąć większe zyski, kwestionując zeznania Brauna.
4 grudnia 2003, Naczelny Sąd Administracyjny uchylił wszystkie decyzje ws. Blue FM. To spowodowało wygaśnięcie koncesji przyznanej Radiu Eska. Cztery dni po decyzji NSA, na kilka godzin został uruchomiony nadajnik, który zagłuszał sygnał Eski. Jak informował Urząd Regulacji Telekomunikacji i Poczty, sygnał nadajnika zagłuszającego warszawską stację dochodził z Kopca Kościuszki. 9 grudnia, Fundacja "Rozwój Kultury Ziemi Gdowskiej" rozpoczęła nadawanie próbnego sygnału na częstotliwości 97,7 MHz. KRRiT była zdziwioną decyzją NSA i postanowiła rozpatrzyć wnioski Fundacji i Radia Eska, dając czternaście dni na ich aktualizację. Również Rada zażądała wyłączenie sygnału przez Fundację i zaniechanie nadawania Radia Eska. 11 grudnia wieczorem nadajnik Fundacji "Rozwój Kultury Ziemi Gdowskiej" został wyłączony, natomiast nadajnik Radia Eska został wyłączony dzień później.
Sprawa dot. częstotliwości 97,7 MHz została ostatecznie wyjaśniona 14 maja 2004. Koncesję na nadawanie programu przyznano ponownie Radiu Eska – za przyznaniem zagłosowało sześciu członków KRRiT, natomiast tylko Jarosław Sellin zagłosował za przyznaniem koncesji Fundacji.

## Sieć Radio Blue FM
W grudniu 2002, koncern Agora kupił od Fundacji "Rozwój Kultury Ziemi Gdowskiej" prawa do nazwy "Radio Blue FM". Do 2005 program był nadawany w Bydgoszczy (na dotychczasowej częstotliwości Radia Pomoże), we Wrocławiu (na dotychczasowej częstotliwości Radia Klakson), Opolu, Zielonej Górze, Poznaniu (na dotychczasowej częstotliwości Radia POP FM), Krakowie (na dotychczasowej częstotliwości Radia Echo) i Katowicach (na dotychczasowej częstotliwości Radia TOP). Jednak w 2005, na bazie czterech stacji spod znaku Blue FM, Rock Radia Wielkopolska i warszawskiego Radia Klasyka powstała sieć radia Roxy FM.